# عزلة الازهور (إب)

تعديل مصدري - تعديل

عزلة الازهور هي إحدى عزل مديرية السبرة في محافظة إب اليمنية ويبلغ تعداد سكانها 3567 نسمة حسب التعداد السكاني في اليمن لعام 2004.